# جاکوپو فورلان
جاکوپو فورلان (انگلیسی: Jacopo Furlan؛ زادهٔ ۲۲ فوریهٔ ۱۹۹۳) بازیکن فوتبال است.
از باشگاه‌هایی که در آن بازی کرده‌است می‌توان به باشگاه فوتبال امپولی اشاره کرد.